# Angloameričko pravo
Angloameričko pravo ili anglosasko pravo pravni je sustav koji prevladava u većini zemalja engleskoga govornog područja, napose u: SAD-u, Velikoj Britaniji, Kanadi, Australiji i Novom Zelandu. Angloameričko pravo ne se temelji samo na zakonima, već i na mjerodavnim presudama donesenim u prošlosti - takozvanim presedanima - (precedentno pravo), kao i na sudskom tumačenju. U tom smislu ono predstavlja kontrast u usporedbi s kontinentalnim pravom koje se temelji na zakonima koje su kodificirali odgovarajući zakonodavci i u kojem pravosuđe ima podređenu, ali i neovisnu ulogu.
Razvoj prava u angloameričkom pravu temelji se prvenstveno na metodološkom načelu analogije između konkretnih pojedinačnih slučajeva, dok se u kontinentalnom sustavu pravo uglavnom propisuje u samim zakonima na apstraktnoj razini. Kako bi se pri rješavanju pravnog problema u kontinentalnom pravnom sustavu radilo o tumačenju apstraktnih pravnih normi, u angloameričkom pravnom sustavu tražit će se stariji problemi slični zadanom. Karakteristika angloameričkog prava je da dolazi do presedana. U slučajevima u kojima se stranke ne slažu oko toga kakav je zakon, sud angloameričkog prava uzima u obzir prethodne odluke relevantnih sudova i kombinira načela tih prošlih slučajeva primjenjivih na sadašnje činjenice. Ako je sličan spor riješen u prošlosti, sud je obično dužan slijediti obrazloženje korišteno u prethodnoj odluci. Ako, međutim, sud utvrdi da se trenutni spor razlikuje od prethodnih slučajeva, suci imaju ovlast i dužnost riješiti pitanje spora. Sud objavljuje svoje razloge za odluku, a ti se razlozi prikupljaju zajedno s prošlim odlukama kao presedan koji obvezuje buduće suce i stranke u parnici.
Angloameričko pravo nastalo je u praksi sudova engleskih kraljeva nakon normanskog osvajanja 1066. godine. Britansko Carstvo kasnije je proširilo engleski pravni sustav na svoje kolonije, od kojih su mnoge i danas zadržale sustav angloameričkog prava.